# Jan Fabre
Jan Fabre (Anversa, 14 dicembre 1958) è un artista, coreografo, regista teatrale e scenografo belga.

## Biografia
Fabre è un artista visivo, promotore di una ricerca artistica tesa ad oltrepassare le barriere espressive.
Dopo aver studiato all'Istituto di Arti Decorative e Belle Arti e all'Académie royale des Beaux-Arts d'Anvers, all'inizio degli anni '80 dirige ad Anversa i suoi primi spettacoli: Theatter geschreven met een K is een kater e This is theatre like it was to be expected and foreseen (Questo è teatro come ci si doveva aspettare e prevedere), spettacolo che, soprattutto per la sua lunga durata, (otto ore, dal tramonto all'alba), colpisce il pubblico e gli procura un'immediata notorietà. Nel 1984 presenta alla Biennale di Venezia The power of theatrical madness (cinque ore) che connota ancora più chiaramente il suo stile eccessivo e "crudele", e conferma la tendenza totalizzante e interdisciplinare della sua ricerca. Alla rassegna Documenta 8 di Kassel propone la prima coreografia per Dance Sections, preliminare alla realizzazione di Das Glas im Kopf wird vom Glas, presentato nel 1987 al Roma-Europa Festival. Seguono Prometheus Landscape (1988), The interview that dies, The Palace at four o'clock in the morning, The reincarnation of God, (1989), The sound of one hand clapping, quest'ultimo basato su frammenti musicali di Dave Knapik, Bernd Zimmermann e dei Doors. Negli anni '90 realizza Silent Screams, Difficult Dreams (presentato a Kassel a Documenta IX nel 1992), Sweet Temptations, Universal Copyright 1&9 e Glowing Icons.
Jan Fabre si dice nipote del celebre entomologo Jean-Henri Fabre, ma questa affermazione non è accreditata da altre fonti. Più che di discendenza si tratterebbe, quindi, di una quasi omonimia e di una grande influenza esercitata su di lui. La passione ereditata dal presunto bisnonno per l'entomologia si ritrova, infatti, nei suoi quadri e sculture (la serie Fairy-tales and Spiders o le grandi tele di The flying cock e The road from the Earth to the stars is not smooth). Anche se essi sono agli antipodi in quanto Jean-Henri Fabre era un naturalista che amava rispettare gli animali nel loro habitat naturale e ne rispettava le esigenze e non li trovava possibile oggetto di divertimento o brutale esibizionismo al contrario di Jan Fabre che è noto per le violenze sugli animali durante i suoi spettacoli come effetto visivo. (Vedi nota sotto, episodio Anversa-2012). Tra le ultime regie teatrali si ricordano The end comes a little bit earlier this century. But business as usual (1999), As long as the world needs a warrior's soul (2000, a partire dal testo di Dario Fo Io, Ulrike, grido!), Je suis sang (2001), Het zwanenmeer (2002), Parrots & guinea pigs (2002), Angel of death (2003), Elle était et elle est, meme (2004), Etant donnés (2004), Quando L'Uomo principale è una donna (2004).
Nel 2017 Jean Fabre torna a Venezia accompagnato da tre importanti istituzioni: il GAMeC di Bergamo (Galleria d'Arte Moderna e Contemporanea di Bergamo), l'EMST - National Museum of Contemporary Art di Atene e The State Hermitage Museum di San Pietroburgo. In laguna Fabre porta la mostra Glass and Bone Sculptures 1977-2017 e qui espone 40 sculture che ripercorrono gran parte della sua vita artistica e mettono in scena la ricerca sul binomio vita-morte, natura-artificio, durezza-fragilità.

## Controversie
Dopo un intervento pubblico sulla radio nazionale Belga, in cui Fabre aveva criticato le censure ideologiche del movimento #metoo, il 12 settembre 2018 a mezzanotte una “Lettera aperta” (in inglese e olandese) scritta da alcuni ex performer è stata pubblicata online sulla rivista d’arte belga Rekto:Verso. In quella lettera, Jan Fabre, in qualità di direttore artistico della compagnia di teatro e danza Troubleyn, è accusato di sessismo e abuso di potere. La lettera è stata scritta a nome di “(ex)-collaboratori di Troubleyn”, 8 firmano per nome e 12 firmano in modo anonimo.
La lettera è stata immediatamente diffusa su tutti i canali mediatici e il 13 settembre 2018 il cosiddetto '#fabretoo' era già in prima pagina su tutti i giornali belgi e ha fatto notizia nei telegiornali.
Il giorno successivo, 14 settembre 2018, tutti i giornali belgi hanno pubblicato contemporaneamente alcune dichiarazioni anonime di ex interpreti di Troubleyn.
Nei giorni e nelle settimane successivi è stata pubblicata un'importante ondata di articoli di stampa sull'argomento. 
La campagna è stata preparata mesi prima della pubblicazione da 'Engagement Arts', un movimento nato nel 2017 sulla scia di #metoo, in collaborazione con ACOD Cultuur (il sindacato del settore culturale) e l'Istituto belga per l'uguaglianza di donne e uomini.
Nei mesi successivi la lettera aperta venne sistematicamente utilizzata da Engagement Arts, ACOD Cultuur e altri per sabotare Jan Fabre e Troubleyn nelle loro performance artistiche. 
Jan Fabre e Troubleyn hanno chiesto che il “processo mediatico” finisse e hanno invitato le persone che affermavano di essere state ferite a seguire le procedure disponibili.
Non è stata presentata alcuna denuncia, ma il revisore dei conti del lavoro di Anversa ha avviato di propria iniziativa un’indagine sulla base delle accuse contenute nella lettera aperta.
Jan Fabre e Troubleyn hanno dato la loro collaborazione a questa indagine. Troubleyn ha inoltre ordinato un audit interno e adottato misure aggiuntive per salvaguardare la sicurezza dello spazio di lavoro, il che ha portato a un'elaborata "Politica di integrità" approvata da Troubleyn e Jan Fabre e applicata nel loro ambiente di lavoro dall'aprile 2019.
Nel gennaio 2020 l'indagine è stata chiusa e il 30 gennaio 2020 il revisore del lavoro ha deciso che sarebbe stata opportuna una procedura di "mediazione" con Jan Fabre per le violazioni della legge sul benessere sul lavoro con 4 ex dipendenti, 4 violazioni che sarebbe stato impegnato nel periodo dal 1º aprile 2013 al 12 settembre 2018.
Le parti civili hanno interrotto questa procedura di mediazione nel luglio 2020 aggiungendo improvvisamente nuove dichiarazioni al fascicolo penale. Queste nuove dichiarazioni provenivano dalle stesse persone che avevano già firmato nominativamente la lettera aperta nel settembre 2018. In altre parole: ci sono voluti quasi due anni dalla pubblicazione della lettera aperta e dall'avvio dell'indagine, prima che queste persone aggiungessero le loro dichiarazioni scritte dichiarazione alle indagini.
Il 29 marzo 2021, "la dichiarazione degli artisti e collaboratori attuali e passati di Troubleyn e Jan Fabre" è stata aggiunta al fascicolo penale. Questa dichiarazione congiunta firmata da circa 170 (ex) artisti e collaboratori di Troubleyn smentisce il contenuto della lettera aperta.
Il 25 giugno 2021 Jan Fabre è stato citato a comparire davanti al tribunale di primo grado di Anversa. La convocazione è stata resa nota ai media ancor prima che Jan Fabre - assistito dall’Avvocato Eline Tritsmans- potesse prenderne atto.
Il 25 marzo e il 1º aprile 2022 si sono svolte le udienze processuali nella causa contro Jan Fabre. 
Il 29 aprile 2022 il tribunale di primo grado si è pronunciato. Il giudice ha inflitto a Jan Fabre una pena sospesa di 18 mesi.
In totale nel procedimento giudiziario vi erano 11 parti civili e 1 parte lesa (un querelante che ha deciso di non costituirsi parte civile).
Il tribunale non ha condannato Jan Fabre per i fatti riguardanti 6 parti civili.
Fabre è stato condannato per violazioni delle norme sulla tutela dei lavoratori per i seguenti fatti:
Un “bacio alla francese” scambiato con una ex performer durante un servizio fotografico. La sentenza ha stabilito che, oltre alla violazione delle norme sul benessere sul lavoro, tale fatto costituisce anche il reato di “attentato alla decenza”. Fabre ha sempre sostenuto che il bacio era stato dato di comune accordo, ma i giudici hanno deciso diversamente.
Un tentativo di avvicinarsi a un ex artista durante un servizio fotografico avvenuto nell'appartamento di Fabre. Il giudice ha stabilito che Fabre le ha messo le mani sul seno e ha cercato di baciarla, e che questo era inappropriato anche se, secondo lei stessa, si è fermato immediatamente quando lei glielo ha chiesto. Sebbene questa ex artista abbia scritto la sua dichiarazione solo in una lettera e non sia mai stata interrogata durante le indagini e sebbene Fabre abbia sempre negato fermamente i fatti, i giudici hanno ritenuto attendibile la dichiarazione scritta.
La sentenza è stata pronunciata con la sospensione condizionale, vale a dire che i giudici hanno ritenuto che non sia necessaria una pena effettiva.
Dalla sentenza emerge chiaramente che l’immagine caricaturale negativa abbozzata di Jan Fabre come regista/coreografo non è corretta. La sentenza precisa esplicitamente che Jan Fabre non è sotto processo per il suo carattere né per il suo stile generale di leadership ed esclude l'ipotesi di un ambiente di lavoro negativo. Tutte le accuse circa l’esistenza di un “ambiente di lavoro tossico”, un “abuso sistematico di potere” e quella espressa con lo slogan “no sex no solo” sono invalidate dalla sentenza.
La sentenza fa riferimento anche alle 169 testimonianze positive fornite alla corte da ex performers e collaboratori di Fabre.
Infine, la sentenza ha stabilito il risarcimento del danno alle vittime quantificandolo in 1 euro.